# Souto (Puebla de Trives)
Souto (llamada oficialmente O Souto) es una entidad de población del lugar de Encomienda, situada en la parroquia de Encomienda, del municipio español de Puebla de Trives, en la provincia de Orense, Galicia.

## Demografía
| Gráfica de evolución demográfica de Souto entre 2000 y 2023 |
|                                                             |
| Datos según el nomenclátor publicado por el INE.            |